# Menemerus arabicus
Menemerus arabicus är en spindelart som beskrevs av Prószynski 1993. Menemerus arabicus ingår i släktet Menemerus och familjen hoppspindlar. Inga underarter finns listade i Catalogue of Life.